# Campionati africani di ginnastica artistica
I Campionati africani di ginnastica artistica sono la massima competizione continentale, organizzata dall'Unione africana di ginnastica. La prima edizione si è svolta ad Algeri in Algeria nel 1990.

## Edizioni
| Anno | Edizione | Città          | Nazione   |
| ---- | -------- | -------------- | --------- |
| 1990 | I        | Algeri         | Algeria   |
| 1992 | II       | Casablanca     | Marocco   |
| 1994 | III      | Johannesburg   | Sudafrica |
| 1998 | IV       | Walvis Bay     | Namibia   |
| 2000 | V        | Tunisi         | Tunisia   |
| 2002 | VI       | Algeri         | Algeria   |
| 2004 | VII      | Thiès          | Senegal   |
| 2006 | VIII     | Città del Capo | Sudafrica |
| 2009 | IX       | Il Cairo       | Egitto    |
| 2010 | X        | Walvis Bay     | Namibia   |
| 2012 | XI       | Tunisi         | Tunisia   |
| 2014 | XII      | Pretoria       | Sudafrica |
| 2016 | XIII     | Algeri         | Algeria   |
| 2018 | XIV      | Swakopmund     | Namibia   |
| 2021 | XV       | Il Cairo       | Egitto    |